# Тимарх
Тимарх – елліністичний полководець та тиран міста Мілет, який діяв у другій чверті 3 століття до н.е.
Юстин у своїй епітомі твору Помпея Трога «Філіппова історія» повідомляє, що «в Азії син царя Птолемея спільно з Тимархом відклався від свого батька», причому ці події розміщені у томі, котрий включає події від Хремонідової війни до смерті Антіоха II. Враховуючи також інші обставини, дослідники відносять епізод до початкового етапу Другої Сирійської війни, ймовірно, до 259/258 р. до н.е.
За повідомленням Полієна, Тимарх був етолійцем. Коли він висадився в Азії, то спалив кораблі, щоб не залишити своїм воїнам надії на втечу – і вони мужньо бились та перемогли. Інший античний письменник, Фронтін, повідомляє про застосовану Тимархом військову хитрість. Коли він в якомусь зіткненні вбив командира Птолемея Хармада, то перевдягнувся у його речі та, прийнятий за самого Хармада, потрапив до Санської гавані і захопив її. Згадана в цій оповіді гавань невідома, проте, виходячи з подальших подій, зрозуміло, що Тимарх став тираном Мілета (а під Санською гаванню, можливо, мався на увазі Самос).
Завершилось правління Тимарха в Мілеті під час тієї ж Другої Сирійської війни, коли цим містом оволодів сирійський цар Антіох ІІ. Як повідомляє Аппіан, за визволення свого міста від тиранії мешканці Мілета пошанували його титулом Теос («Бог»).
Також можливо відзначити, що Мілет залишився на стороні Селевкідів у наступній, невдалій для них, Третій Сирійській війні.